# مسجد لاوهوا
مسجد لاوهوا (يالصينية 清真老华寺)، يقع مسجد لاوهوا في مدينة لينشيا ذاتية الحكم لقومية الهوي التابعة لمقاطعة قانسو في الصين. تم بناء المسجد في عام 1368.